# Brandon Baiye
Brandon Baiye (* 27. Dezember 2000 in Lüttich) ist ein belgischer Fußballspieler.

## Karriere

### Verein
Baiye begann seine Karriere beim FC Brügge. Zur Saison 2018/19 rückte er in den Profikader von Brügge. Sein Profidebüt gab er im Juli 2018, als er im Supercup gegen Standard Lüttich in der 70. Minute für Mats Rits eingewechselt wurde. Sein erstes und einziges Spiel für Brügge in der Division 1A machte er im selben Monat, als er am ersten Spieltag jener Saison gegen die KAS Eupen in der 56. Minute für Mats Rits ins Spiel gebracht wurde.
Zur Saison 2019/20 wechselte er nach Frankreich zum Zweitligisten Clermont Foot. Für Clermont kam er in jener Spielzeit allerdings zu keinem Einsatz für die Profis, sondern absolvierte 13 Spiele für die Reserve in der fünfthöchsten Spielklasse. Zur Saison 2020/21 wurde er an den österreichischen Zweitligisten SC Austria Lustenau verliehen. Bis zum Ende der Leihe kam er zu 28 Einsätzen in der 2. Liga, in denen er vier Tore erzielte. Zur Saison 2021/22 kehrte der Belgier zunächst zum inzwischen in der Ligue 1 spielenden Clermont Foot zurück, wo er allerdings nicht zum Einsatz kam. Im August 2021 wurde er schließlich ein zweites Mal nach Lustenau verliehen. In der Saison 2021/22 kam er zu 24 Zweitligaeinsätzen und stieg mit Lustenau zu Saisonende in die Bundesliga auf.
Zur Saison 2022/23 kehrte er nach Clermont zurück. Dort kam er zu sieben Einsätzen in der Ligue 1, ehe er den Klub schließlich im Januar 2023 fest verließ und in seine Heimat zurückkehrte, wo er sich der KAS Eupen anschloss. In der ersten Saison bestritt er 8 von 13 möglichen Ligaspielen für Eupen, bei denen er ein Tor schoss. In der Saison 2023/24 waren es 34 von 36 möglichen Ligaspielen, in denen er erneut ein Tor schoss, sowie ein Pokalspiel. Die Saison endete mit dem Abstieg der KAS Eupen in die Division 1B.

### Nationalmannschaft
Baiye spielte im April 2014 erstmals für eine belgische Jugendnationalauswahl. Im August 2016 debütierte er gegen England für das U-17-Team. Zwischen August 2017 und März 2018 kam er zu acht Einsätzen für die U-18-Mannschaft. Im September 2018 spielte er gegen England erstmals für die U-19-Auswahl, für die er bis März 2019 neun Mal zum Einsatz kam.

## Erfolge
- Gewinner belgischer Supercup: 2018